# (2Z,4Z,6Z,8Z)-硫堇
(2Z,4Z,6Z,8Z)-硫堇，又稱硫堇或噻環壬四烯，是一個由九個原子組成的不飽和杂环化合物，其中一個硫原子取代一個碳原子。硫堇具有少量芳香性。